# Studencki Teatr Satyryków

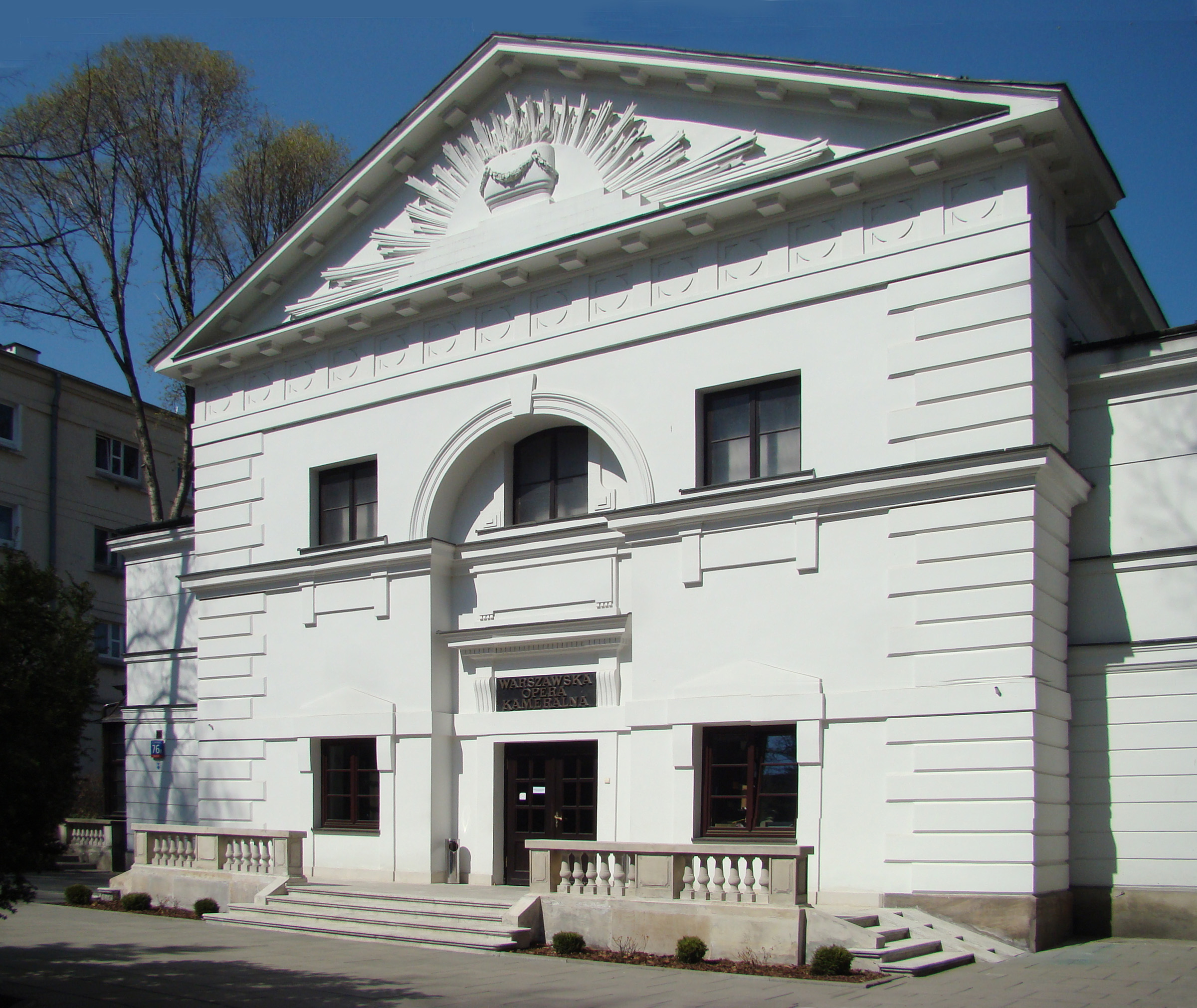
Ehemaliger Sitz des Theaters

Das Studencki Teatr Satyryków (Studentisches Satirisches Theater; kurz: STS), ab 1970 Teatr Satyryków STS, war ein polnisches studentisches Theater, das von 1954 bis 1975 in Warschau wirkte. Das Theater gab insgesamt 55 Premieren und 3210 Aufführungen. Es gilt als eines der verdienstvollsten Theater der Volksrepublik Polen und als Symbol des Polnischen Oktobers.

## Geschichte
Am 13. März 1954 trafen sich Studenten der Universität Warschau zur konstituierenden Versammlung. Zu den Gründungsmitgliedern gehörten Tadeusz Adamowski, Andrzej Drawicz, Marek Lusztig, Henryk Malecha, Jerzy Markuszewski und Kazimiera Utrata. Am 2. Mai 1954 wurde das erste Stück To idzie młodość aufgeführt. Im Januar 1956 erwarb die Theatergruppe die ehemalige Freimaurerloge im Palais von Simon Gottlieb Zug an der ul. Świerczewskiego 76b und baute sie zur Bühne aus. Die Uraufführung des Stücks Esmeralda von Jarosław Abramow-Newerly am 28. April 1958 war das erste Stück, das in Gänze von der Zensur verboten wurde. Von Juli 1962 bis März 1963 wurde die Bühne auf staatliche Kosten um- und ausgebaut. Das Stück Mnie nie jest wsyzstko jedno wurde zum zehnjährigen Jubiläum 1964 uraufgeführt und nach neun Aufführen von der Regierung verboten. Ebenso wurde das Stück Raz się żyje! zum fünfzehnten Jubiläum 1969 nach acht Vorstellung verboten. Am 1. Januar 1970 wurde das Theater verstaatlicht und in Teatr Satyryków STS umbenannt. Im Februar 1972 wurde das Theater mit dem Teatr Rozmaitości zusammengeschlossen und die letzte Premiere des STS Idzie nowe aufgeführt. Am 17. März 1975 wurde das letzte Stück des STS Solo na perkusji aufgeführt.
Seit Oktober 1986 ist das Gebäude Sitz der Warschauer Kammeroper, in deren Eingangshalle seit 2001 eine Tafel an das Wirken des STS gedenkt.

## Besetzung
Zur Stammbesetzung gehörten die Texter: Jarosław Abramow-Newerly, Ziemowit Fedecki, Andrzej Jarecki, Agnieszka Osiecka und Stanisław Tym; die Musiker: Marek Lusztig, Maciej Małecki und Edward Pałłasz; die Regisseure: Olga Lipińska, Jerzy Markuszewski und Wojciech Solarz; sowie die Schauspieler: Henryk Malecha, Stanisław Mireński, Ryszard Pracz, Jan Tadeusz Stanisławski und Kazimiera Utrata.

## Theaterleiter
- 1954: Henryk Malecha
- 1954–1957: Andrzej Jarecki
- 1958–1959: Marian Kubera
- 1960–1964: Ryszard Pracz
- 1964–1966: Stanisław Tym
- 1966–1968: Ryszard Włosiński
- 1968–1969: Edward Krasowski
- 1970–1972: Leonard Czepik